# Mogućnosti
Mogućnosti je hrvatski časopis za književnost, umjetnost i kulturne probleme. Jedan je od najstarijih hrvatskih književnih časopisa. Od ovog časopisa stariji je jedino časopis Republika, koji izlazi od 1945.
Mogućnosti izlaze od 1953. godine u Splitu, a izdavač im je Književni krug Split.
Do 2005. je izlazio godišnje. Otada izlazi neredovito, pa tako izlazi u trobrojima četiri puta godišnje.

## Urednici
- Živko Jeličić
- Petar Opačić
- Joško Belamarić

## Poznati suradnici
Živko Jeličić, Tomislav Dretar, Roko Dobra, Željko Hell, Ivo Sanader, don Živan Bezić, Branimir Glavičić, Siniša Vuković, Nikša Petrić i drugi.

## Vanjske poveznice
- [neaktivna poveznica] O časopisu na mrežnim stranicama Vijenca